# Jean Parker
Jean Parker (Lois Mae Green: Deer Lodge, de Montana, 11 de agosto de 1915 - Woodland Hills, de Los Ángeles, en California, 30 de noviembre del 2005) fue una actriz estadounidense que intervino en 70 películas desde 1932 hasta 1966. 
Estudió en centros de Pasadena (California), y se graduó en la John Muir High School, también de Pasadena. Su primera aspiración era dedicarse a las bellas artes y la ilustración, pero fue descubierta por Ida Koverman, secretaria del magnate Louis B. Mayer, uno de los fundadores de la MGM, tras verla en un póster representando al Padre Tiempo.
Tuvo una exitosa carrera en la MGM, la RKO y la Columbia con papeles importantes como el de Beth en la original Little Women (Mujercitas en España; Las cuatro hermanitas, en Hispanoamérica). Entre otras muchas interpretaciones cabe destacar Lady for A Day (Dama por un día), de Frank Capra; Gabriel Over the White House (El despertar de una nación); Sequoia; The Ghost Goes West (El fantasma va al Oeste), junto a Robert Donat; y Rasputin and the Empress, en la que tuvo por compañeros a los hermanos Barrymore (John, Ethel, y Lionel), siendo la única película que rodaron juntos. En 1939, trabajó junto a Stan Laurel y Oliver Hardy en la producción de la RKO The Flying Deuces (Los locos del aire).
Parker permaneció activa en el cine durante los años cuarenta. Trabajó en Detective Kitty O' Day, con Lon Chaney, en Los ojos del muerto (Dead Man's Eyes, 1944), de Reginald Le Borg (1902 – 1989), y en otras películas. 
Parker administró su propio aeropuerto, junto a su entonces marido Doug Dawson, en Palm Springs, California, hasta poco después del inicio de la Segunda Guerra Mundial. Durante la guerra, visitó numerosos hospitales de veteranos en los Estados Unidos y trabajó en la radio. En los años cincuenta, Parker coprotagonizó junto a Edward G. Robinson Black Tuesday (Martes negro), tuvo un papel pequeño pero importante en The Gunfighter (El pistolero), junto a Gregory Peck, y apareció junto a Randolph Scott y Angela Lansbury en el western Lawless Street (La ciudad sin ley) en 1955. Su última interpretación fue en 1966, en la película Apache Uprising, dirigida por R. G. Springsteen. 
Parker también trabajó en el teatro. En 1949 reemplazó a Judy Holliday en Born Yesterday, en Broadway, que fue un gran éxito. Parker también trabajó en Broadway junto a Bert Lahr en la obra Burlesque, hizo representaciones veraniegas en Bucks County, Pensilvania, hizo una gira con la obra Candlelight and Loco, y formó parte de otras muchas producciones.
Estuvo casada con George MacDonald (1936-1940), con el ayudante de dirección Douglas Dawson (1941-1943), con Curtis Grotter (1944-1949) y con el actor Robert Lowery (1951-1957). Este último trabajaba en 1949 en la serie Batman and Robin. En 1952 tuvieron un hijo, Robert Lowery Hanks, que fue ejecutivo en Los Ángeles, California. Más adelante, pasó una exitosa temporada en el circuito teatral de la Costa Oeste, y trabajó como profesora de interpretación. 
Pasó sus últimos años en el Motion Picture and Television Country House and Hospital de Woodland Hills, California, donde falleció de un accidente cerebrovascular el 30 de noviembre de 2005, recién cumplidos los 90 años. 